# Теорема Веєрштрасса — Стоуна
Теорема Веєрштрасса — Стоуна — твердження про можливість подання будь-якої неперервної функції на гаусдорфовому компакті границею рівномірно збіжної послідовності неперервних функцій особливого класу — алгебри Стоуна[⇨].
Спочатку сформулював і довів 1885 року Карл Веєрштрасс для неперервних на відрізку дійсної прямої функцій, встановивши можливість їх рівномірно наблизити послідовністю многочленів[⇨]. 1937 року Маршалл Стоун істотно узагальнив результат[⇨], поширивши результат на функції, неперервні на довільному T2- відокремлюваному компактному просторі, що утворюють кільце, а як рівномірно збіжні послідовності функцій замість многочленів — функції зі специфічного підкласу неперервних функцій, що утворює підкільце.
Пізніше знайдено й інші узагальнення результату[⇨].

## Теорема Веєрштрасса
Нехай {\displaystyle f} — неперервна функція, визначена на відрізку {\displaystyle [a,b]}. Тоді для будь-якого {\displaystyle \varepsilon >0} існує такий многочлен {\displaystyle p} з дійсними коефіцієнтами, що для всіх {\displaystyle x} із {\displaystyle [a,\;b]} одночасно виконано умову {\displaystyle |f(x)-p(x)|<\varepsilon }.
Якщо {\displaystyle f(x)} неперервна на крузі (періодична), то твердження істинне і для тригонометричних многочленів.
Теорема справедлива і для комплекснозначних функцій, але тоді коефіцієнти многочлена {\displaystyle p} слід вважати комплексними числами.

### Схема доведення Веєрштрасса
Теорему встановив Карл Веєрштрасс 1885 року як наслідок загальнішого твердження: для дійсних усюди визначених неперервних функцій {\displaystyle f(x)} і {\displaystyle \psi (x)}, абсолютне значення яких не перевищує деякої межі, притому {\displaystyle \psi (x)} ніде не змінює свого знака і задовольняє рівності {\displaystyle \psi (-x)=\psi (x)} і для неї збігається інтеграл:
{\displaystyle \int \limits _{0}^{\infty }\psi (x)dx=\omega },
виконується:
{\displaystyle f(x)=\lim \limits _{k\to 0}{\frac {1}{2k\omega }}\int \limits _{-\infty }^{\infty }\psi \left({\frac {x-y}{k}}\right)f(y)dy}.
З прямого доведення зразу випливає, що границя не тільки існує і дорівнює {\displaystyle f(x)}, але й що збіжність рівномірна за {\displaystyle x}, що змінюється на будь-якому скінченному відрізку.
Взявши як {\displaystyle \psi (x)=e^{-x^{2}}}, кожна функція з сімейства:
{\displaystyle F_{k}(x)={\frac {1}{2k\omega }}\int \limits _{-\infty }^{\infty }\psi \left({\frac {x-y}{k}}\right)f(y)dy}
цілком визначена за всіх комплексних {\displaystyle x} і є цілою. Тому їх можна рівномірно в крузі будь-якого радіусу наблизити многочленами (теорема Абеля). Звідси зразу випливає, що будь-яку неперервну функцію {\displaystyle f(x)} можна рівномірно наблизити многочленами на будь-якому скінченному інтервалі.
Якщо до того ж {\displaystyle f(x)} — періодична функція з періодом {\displaystyle T}, то функції {\displaystyle F_{k}(x)} є цілими періодичними функціями. Але тоді:
{\displaystyle F_{k}\left({\frac {T}{2\pi i}}\ln z\right)}
є однозначною і голоморфною функцією в області {\displaystyle z\not =0} і, отже, розкладається в ряд Лорана:
{\displaystyle F_{k}=\sum \limits _{n=-\infty }^{\infty }c_{n}z^{n}=\sum \limits _{n=-\infty }^{\infty }c_{n}\exp {\left({\frac {2\pi }{T}}inx\right)}},
тож {\displaystyle F_{k}(x)}, а значить і {\displaystyle f(x)} можна наблизити тригонометричними многочленами.

### Значення результату Веєрштрасса
У середині XIX століття уявлення про функцію як аналітичний вираз здавалося повністю застарілим, а формований на базі інтегрального і диференціального числення аналіз оперував довільними функціями, так, Герман Ганкель особливо відзначав: «про функцію {\displaystyle y} від {\displaystyle x} кажуть, коли кожному значенню змінної {\displaystyle x}, [що лежить] всередині деякого інтервалу, відповідає певне значення {\displaystyle y}; при цьому не суттєво, чи залежить {\displaystyle y} від {\displaystyle x} у всьому інтервалі за одним законом, і чи можна цю залежність виразити за допомогою математичних операцій», підкреслюючи, що не кожну функцію можна подати за допомогою аналітичного виразу. У відповідь на це Веєрштрасс і написав роботу «Про аналітичне подання так званих довільних функцій», в якій показано, що довільна неперервна функція є границею многочленів. Надалі з'ясувалося, що й самі «патологічні» функції, наприклад, функція Діріхле, допускають такого роду подання, але лише з великим числом граничних переходів.

### Топологічні наслідки
Згідно з теоремою Вейєрштрасса простір неперервних дійсно- або комплекснозначних функцій на відрізку з рівномірною нормою сепарабельний: простір многочленів з раціональними або комплексно-раціональними коефіцієнтами є зліченним усюди щільним підпростором.

## Узагальнення Стоуна
1935 року Стоун довів, що будь-яку функцію з кільця {\displaystyle C(K)} неперервних на гаусдорфовому компакті {\displaystyle K} дійснозначних функцій можна рівномірно наблизити функціями спеціального класу — які складають алгебру Стоуна, тобто будь-яка алгебра Стоуна {\displaystyle C_{0}} є всюди щільною в просторі неперервних функцій на компакті: {\displaystyle {\overline {C_{0}}}=C(K)}. Як норма рівномірної збіжності на {\displaystyle C(K)} береться {\displaystyle \|f\|=\max \limits _{x\in K}|f(x)|}, а алгебра Стоуна визначається як підалгебра {\displaystyle C_{0}\subseteq C(K)}, елементи якої розділяють точки {\displaystyle K}.
Точніше, алгебра Стоуна {\displaystyle C_{0}} — це множина функцій із кільця {\displaystyle C(K)}, що задовольняє таким умовам:
1. разом з будь-якими її елементами {\displaystyle f,g\in C_{0}} в алгебру Стоуна входять елементи: {\displaystyle cf} ({\displaystyle c\in \mathbb {R} }), {\displaystyle f+g}, {\displaystyle fg};
2. алгебра Стоуна містить сталу функцію {\displaystyle 1};
3. для кожної пари різних точок {\displaystyle x_{1},x_{2}\in K} знайдеться хоча б одна функція {\displaystyle f\in C_{0},} така, що {\displaystyle f(x_{1})\neq f(x_{2})}.

## Подальші узагальнення
Існує серія узагальнень теореми Веєрштрасса — Стоуна в різних напрямках. Наприклад, за теоремою Мергеляна будь-яку функцію, неперервну на будь-якому компакті зі зв'язним доповненням на комплексній площині і голоморфну в його внутрішніх точках можна рівномірно наблизити комплексними многочленами. Також знайдено узагальнення, що дозволяють замість гаусдорфового компакта розглядати функції, неперервні на довільному тихоновському просторі.